# Фенокопія
Фенокопії — зміни фенотипу під дією несприятливих факторів навколишнього середовища. За проявом подібні до мутацій, проте не мають нічого спільного з ними окрім зовнішніх проявів. Генотип при цьому не змінюється. Їх причинами є тератогени — певні фізичні, хімічні (ліки тощо) та біологічні агенти (віруси) з виникненням морфологічних аномалій та вад розвитку. Фенокопії часто схожі на спадкові хвороби. Іноді фенокопії беруть свій початок з ембріонального розвитку. Але найчастіше прикладами фенокопій є зміни в онтогенезі — спектр фенокопій залежить від стадії розвитку організму.
Термін запропонував у 1935 році генетик Ріхард Гольдшмідт.